# Glace Bay-Dominion (circonscription électorale provinciale)
Circonscription électorale provinciale du Canada
Glace Bay-Dominion est une circonscription électorale provinciale de la province canadienne de la Nouvelle-Écosse, afin d'élire un seul député à la Chambre d'Assemblée. 

## Liste des députés
| Cape Breton East   | Cape Breton East            | Cape Breton East          | Cape Breton East | Cape Breton East | Cape Breton East |
| Nom                | Nom                         | Parti                     | Mandat           |                  |                  |
| ------------------ | --------------------------- | ------------------------- | ---------------- | ---------------- | ---------------- |
|                    | Lauchlin Daniel Currie (en) | Libéral                   | 1933 - 1937      |                  |                  |
|                    | Lauchlin Daniel Currie (en) | Libéral                   | 1937 - 1941      |                  |                  |
|                    | Douglas Neil Brodie (en)    | Social démocratique       | 1941 - 1945      |                  |                  |
|                    | Russell Cunningham (en)     | Social démocratique       | 1945 - 1949      |                  |                  |
|                    | Russell Cunningham (en)     | Social démocratique       | 1949 - 1953      |                  |                  |
|                    | Russell Cunningham (en)     | Social démocratique       | 1953 - 1956      |                  |                  |
|                    | Layton Fergusson            | Progressiste-conservateur | 1956 - 1960      |                  |                  |
|                    | Layton Fergusson            | Progressiste-conservateur | 1960 - 1963      |                  |                  |
|                    | Layton Fergusson            | Progressiste-conservateur | 1963 - 1967      |                  |                  |
|                    | Layton Fergusson            | Progressiste-conservateur | 1967 - 1970      |                  |                  |
|                    | Jeremy Akerman (en)         | Progressiste-conservateur | 1970 - 1974      |                  |                  |
|                    | Jeremy Akerman (en)         | Progressiste-conservateur | 1974 - 1978      |                  |                  |
|                    | Jeremy Akerman (en)         | Progressiste-conservateur | 1978 - 1980      |                  |                  |
|                    | Donnie MacLeod              | Progressiste-conservateur | 1980 - 1981      |                  |                  |
|                    | Donnie MacLeod              | Progressiste-conservateur | 1981 - 1984      |                  |                  |
|                    | Donnie MacLeod              | Progressiste-conservateur | 1984 - 1988      |                  |                  |
|                    | John MacEachern (en)        | Libéral                   | 1993 - 1998      |                  |                  |
|                    | John MacEachern (en)        | Libéral                   | 1993 - 1998      |                  |                  |
|                    | Reeves Matheson             | NPD                       | 1998 - 1999      |                  |                  |
|                    | Reeves Matheson             | Indépendant               | 1999             |                  |                  |
|                    | David Wilson                | Libéral                   | 1999 - 2003      |                  |                  |
| Glace Bay          |                             |                           |                  |                  |                  |
|                    | David Wilson                | PC                        | 2003 - 2006      |                  |                  |
|                    | David Wilson                | PC                        | 2006 - 2009      |                  |                  |
|                    | David Wilson                | PC                        | 2009 - 2010      |                  |                  |
|                    | Geoff MacLellan             | Libéral                   | 2010 - 2013      |                  |                  |
|                    | Geoff MacLellan             | Libéral                   | 2013 - 2017      |                  |                  |
|                    | Geoff MacLellan             | Libéral                   | 2017 - 2021      |                  |                  |
| Glace Bay-Dominion |                             |                           |                  |                  |                  |
|                    | John White                  | PC                        | 2021 - 2024      |                  |                  |
|                    | John White                  | PC                        | 2024 - en cours  |                  |                  |